# Philippine Sports Stadium
Das Philippine Sports Stadium, auch bekannt als New Era University Stadium, ist ein Fußball- und Leichtathletikstadion in Ciudad de Victoria, einer 140 ha großen Touristenzone in Bocaue und Santa Maria in der Provinz Bulacan, Philippinen. Das Stadion hat eine Kapazität von 25.000 Plätzen und ist damit vor dem Rizal Memorial Stadium – dem Nationalstadion des Landes – das größte Stadion auf den Philippinen. Neben dem Stadion befindet sich noch die Philippine Arena, eine der weltweit größten Indoor-Arenen.
Die philippinische Fußballnationalmannschaft spielte in dem Stadion zwei ihrer vier Heimspiele bei der WM-Qualifikation 2018. Zudem fanden dort im November 2016 die Spiele der Gruppe A der Südostasienmeisterschaft statt.